# Arthur Emmerlich
Arthur Emmerlich (* 20. September 1907 in Niederwiesa; † 21. Mai 1942 in Berlin-Plötzensee) war ein deutscher kommunistischer Widerstandskämpfer gegen den Nationalsozialismus. 
Arthur Emmerlich ist als Sohn einer Arbeiterfamilie in der Nähe von Chemnitz geboren und aufgewachsen.  Er wechselte zunächst oft den Beruf, war unter anderem Packer, Bürobote, Lichtpauser, bis er 1930 in einer Chemnitzer Schraubenfabrik angestellt wurde. 
1922 trat er in die Sozialistische Arbeiter-Jugend und später in den Kommunistischen Jugendverband Deutschlands ein. Zunächst ehrenamtlicher Funktionär, wurde 1930 UB-Leiter für Chemnitz und dann Orgleiter des KJVD Bezirk Sachsen. Im Oktober 1930 in das Zentralkomitee des Kommunistischen Jugendverband Deutschlands gewählt, arbeitete Emmerlich in der Redaktion der Zeitschrift Junge Garde und leitete vertretungsweise das Jugendsekretariat der KPD-Bezirksleitung Wasserkante. Dann im AM-Apparat des Zentralkomitees der KPD für die Gegnerarbeit tätig, nach 1933 als Instrukteur des Zentralkomitees des Kommunistischen Jugendverbands Deutschlands für die Bezirke Magdeburg und Hannover. 1934 emigrierte Emmerlich über das Saargebiet nach Frankreich, arbeitete dort zunächst im westeuropäischen Sekretariat der RGI. Im Januar 1935 kam er nach Moskau und war bis 1937 in der Presseabteilung der Komintern. Ab September 1937 unter dem Decknamen Herbert Wolf in Paris, nahm Emmerlich im Januar 1939 an der Berner Konferenz der KPD bei Paris teil. Später reiste er nach Dänemark, wo er mit dem Leiter der AL Nord, Heinrich Wiatrek, zusammenarbeitete. Im Sommer 1940 ging Emmerlich nach Deutschland, um von Berlin aus eine neue, illegale Parteiorganisation aufzubauen. Dabei wurde er aktiv unterstützt von dem Weddinger Volksschullehrer Kurt Steffelbauer, Emmerlich wurde auf dem Weg nach Hamburg am 24. Mai 1941 verhaftet. Am 10. Januar 1942 wurde er gemeinsam mit Kurt Steffelbauer, Johann Gloger und Alfred Grünberg durch den 2. Senat des VGH zum Tode verurteilt und am 21. Mai 1942 im Strafgefängnis Berlin-Plötzensee hingerichtet.